# 大丈夫 (歌曲)
〈大丈夫〉（英語：Real Man）是臺灣歌手蔡依林和周湯豪的歌曲，收錄於蔡依林第十張原創錄音室專輯《花蝴蝶》。該歌曲改編自Lexington Bridge的〈Real Man〉，原曲由Jonas Jeberg、Mikkel Sigvardt、Mich Hansen及Nina Woodford創作、後由陳鎮川重新填詞、阿弟仔製作。該歌曲作為專輯單曲於2009年3月9日由華納音樂和天熹娛樂發行。

## 背景和發展
2008年7月4日，蔡依林的經紀人蔣承縉透露蔡依林將於同年8月開始錄製新專輯。同年10月14日，媒體報導蔡依林將於同年12月簽約華納音樂，並指出她在同年9月底前往美國紐約學習新舞蹈，經紀人蔣承縉回應稱她正加快錄音進度，目標年底前推出新作。同年11月23日，媒體報導蔡依林的新專輯預計於翌年春節左右發行。同年12月16日，蔡依林簽約華納音樂，並透露已完成新專輯錄製，將開始拍攝新歌MV，專輯收錄十首歌曲，主要以舞曲為主。2009年1月29日，媒體報導新專輯預計於同年3月底發行。同年2月27日，媒體指出蔡依林將和新人周湯豪合唱一首歌曲。

## 創作
該歌曲改編自Lexington Bridge的〈Real Man〉，和新人周湯豪合唱，融合流行舞曲和嘻哈元素，歌詞描述現代女性對男友的理想標準。

## 音樂影片
2009年3月8日，蔡依林發布〈大丈夫〉的MV，並在北京市舉辦首播會，該活動耗資新臺幣85萬元。MV由賴偉康執導，舞蹈由Jonte' Moaning編排。

## 商業表現
該歌曲獲得2009年臺灣Hit FM年度百首單曲第25名。

## 評價
網易娛樂評價〈大丈夫〉為翻唱作品，相較原唱版本的Rap部分較為出彩，風格柔和不膩。《Smart Info資訊報》評價〈大丈夫〉開場音樂氣勢十足，宛如《色慾都市》音樂版，歌詞則描述尋找十項全能的真男人，亦指出周湯豪雖生澀但帶有性感Rap功力，成功超越歌曲中空洞僵硬的演繹部分。

## 獎項
2009年5月3日，〈大丈夫〉獲得2009勁歌金曲優秀選第一回最受歡迎華語歌曲。同年8月9日，該曲獲得2009新城國語力頒獎禮新城國語力跳舞歌曲。2010年1月23日，〈大丈夫〉獲得第一屆My Astro至尊流行榜至尊舞曲和至尊金曲20。同月31日，該曲獲得百度娛樂沸點2009年度最熱門十大金曲。同年，〈大丈夫〉獲得2010年Hito流行音樂獎年度十大華語歌曲。

## 現場表演
2009年4月2日，蔡依林錄製安徽衛視綜藝節目《星光魔範生》，並演唱〈大丈夫〉。同月5日，蔡依林錄製湖南衛視綜藝節目《快樂大本營》，演唱〈大丈夫〉。同月26日，蔡依林參加「2009年Music Radio中國Top排行榜頒獎典禮」，並演唱該歌曲。同年5月2日，蔡依林出席「2009勁歌金曲優秀選第一回」，演唱〈大丈夫〉。同年8月9日，蔡依林參加「2009新城國語力頒獎禮」，並演唱該歌曲。2010年2月12日，蔡依林參加「太陽的故鄉·花蓮閃耀演唱會」，演唱〈大丈夫〉。

## 幕後人員
- 沈聖哲—執行製作
- 小安—吉他
- 阿弟仔—和聲編寫
- 蔡依林—和聲
- 陳文駿—錄音師
- 強力錄音室—錄音室、混音室
- 王俊傑—混音師

## 發行歷史
| 地區 | 日期         | 格式     | 經銷商   |
| ---- | ------------ | -------- | -------- |
| 臺灣 | 2009年3月9日 | 電台播放 | 華納音樂 |